# Synagogue de Trieste
La synagogue de Trieste (nom en italien : Tempio israelitico di Trieste) est l'une des plus importantes synagogues d'Italie et la seconde plus grande d'Europe par la taille. Elle est située entre les via San Francesco, via Donizetti et via Zanetti. L'édifice est construit durant la fin de la période de l'Empire austro-hongrois et a marqué l'histoire des Juifs en Italie au XXe siècle.

## Historique
Le projet de la synagogue remonte à la fin du XIXe siècle. Elle est construite à partir de 1908 sur les plans des architectes Ruggero Berlam et Arduino Berlam et terminée en 1912.
En 1969, la synagogue de Trieste intègre la communauté juive de Gorizia et de son temple hébraïque.

### Liste des rabbins
- David Yitzak Margalit